# Pyranometer

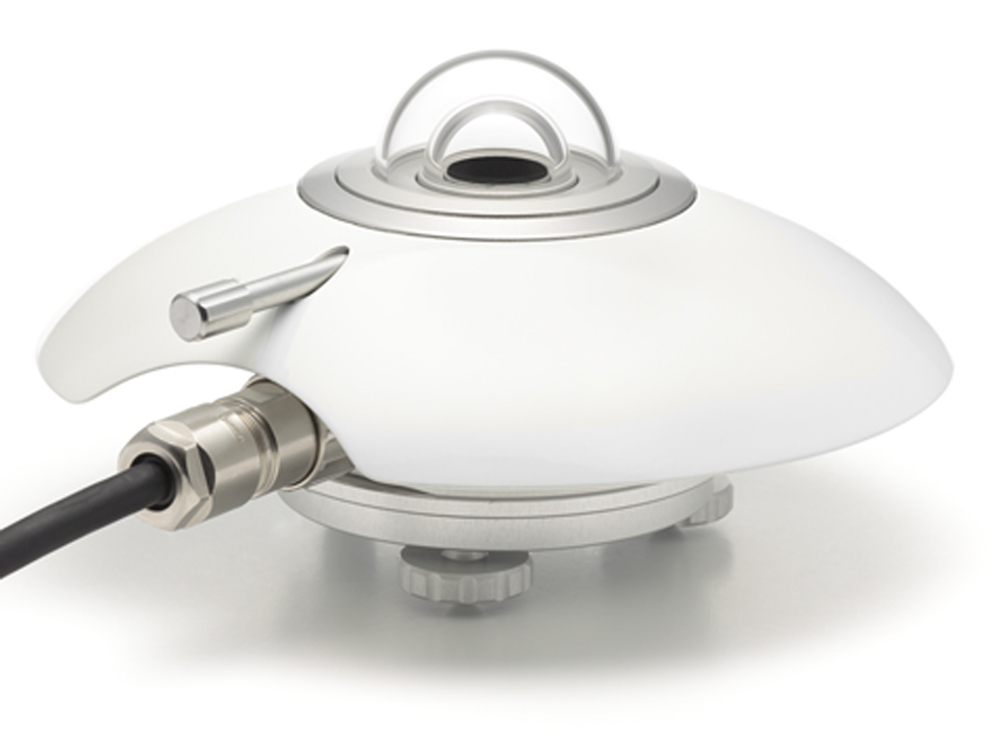
En typisk pyranometer
Modell SR20

En pyranometer är en typ av aktinometer som används för att mäta solinstrålning på en plan yta och är konstruerad för att mäta solstrålningsflödestätheten (W/m2) från halvklotet ovanför inom ett våglängdsområde 0,3 μm till 3 μm. Namnet pyranometer härstammar från de grekiska orden πῦρ (pyr), vilket betyder "eld" och ἄνω (ano), vilket betyder "ovanför himlen".
En typisk pyranometer kräver ingen kraft att fungera. Ny teknikutveckling inkluderar emellertid användning av elektronik i pyranometrar, vilket kräver (låg) extern effekt.
Thermopile pyranometrar är klassade enligt ISO 9060